# Gmina Lipno (Powiat Leszczyński)
Die Gmina Lipno ist eine Landgemeinde im Powiat Leszczyński der Woiwodschaft Großpolen in Polen. Ihr Sitz ist das gleichnamige Dorf (deutsch Lipno, Leipe, 1939–1945 Leiperode) mit etwa 1200 Einwohnern.
Der Bahnhof Lipno Nowe liegt an der Bahnstrecke Leszno–Posen.

## Gemeinde
Zur Landgemeinde Lipno gehören 15 Dörfer (deutsche Namen bis 1945) mit einem Schulzenamt.
| - Goniembice (Taubenfeld) - Górka Duchowna (Gustloff, 1943–1945 Bergort) - Gronówko (Grünchen) - Klonówiec (Kläne) - Koronowo - Lipno (Leiperode) - Mórkowo (Murke) - Radomicko (Radomicki, 1939–1945 Wiesenhöhe) | - Ratowice (Rathenfeld) - Smyczyna (Schmidtschen) - Sulejewo (Saule) - Targowisko (Kaupel) - Wilkowice (Wolfskirch, 1943–1945 Wolfskirch (Kr. Lissa)) - Wyciążkowo (Wickingen) - Żakowo (Saake) |

Weitere Ortschaften der Gemeinde sind Błotkowo, Boża Pomoc, Janopol, Karolewko, Maryszewice (Marienhof) und Wilkowo-Gaj.